# Agon Cup Cina-Giappone
La Agon Cup Cina-Giappone è una competizione internazionale di Go per professionisti, che consiste in un solo match, disputato annualmente, tra il vincitore della Coppa Agon Kiriyama giapponese e quello della Coppa Ahan Tongshan cinese.

## Formula
La competizione, così come entrambi i tornei che qualificano i giocatori, sono sponsorizzati dalla Agon Shu. Nel 2021 il montepremi consisteva in 7 milioni di Yen (circa 50.000 euro), di cui 5 (35.000 euro) al vincitore e 2 (15.000 euro) al perdente.

## Albo d'oro
| Edizione | Anno | Vincitore        | Perdente         |
| -------- | ---- | ---------------- | ---------------- |
| 1        | 1999 | Kōichi Kobayashi | Ma Xiaochun      |
| 2        | 2000 | Cho Sonjin       | Zhou Heyang      |
| 3        | 2001 | Cho Sonjin       | Liu Jing         |
| 4        | 2002 | Cho Chikun       | Yu Bin           |
| 4        | 2003 | Gu Li            | Masao Kato       |
| 6        | 2004 | Zhou Heyang      | Naoki Hane       |
| 7        | 2005 | Gu Li            | Yuta Iyama       |
| 8        | 2006 | Liu Xing         | Cho U            |
| 9        | 2007 | Liu Xing         | Cho U            |
| 10       | 2008 | Gu Li            | Cho U            |
| 11       | 2009 | Sun Tengyu       | Naoki Hane       |
| 12       | 2010 | Qiu Jun          | Keigo Yamashita  |
| 13       | 2011 | Piao Wenyao      | Yuta Iyama       |
| 14       | 2012 | Gu Li            | Cho U            |
| 15       | 2013 | Lian Xiao        | Daisuke Murakawa |
| 16       | 2014 | Ke Jie           | Yuta Iyama       |
| 17       | 2015 | Yuta Iyama       | Huang Yunsong    |
| 18       | 2016 | Ke Jie           | Rin Kono         |
| 19       | 2017 | Tuo Jiaxi        | Yuta Mutsura     |
| 20       | 2018 | Gu Zihao         | Ryo Ichiriki     |
| 21       | 2019 | Cho U            | Fan Tingyu       |
| 22       | 2021 | Gu Zihao         | Kyo Kagen        |
| 23       | 2022 | Li Qincheng      | Hirata Tomoya    |
| 24       | 2024 | Yang Dingxin     | Ryo Ichiriki     |
| 25       | 2024 | Chen Zijian      | Ryo Ichiriki     |